# Erigonoplus simplex
Erigonoplus simplex là một loài nhện trong họ Linyphiidae.
Loài này thuộc chi Erigonoplus. Erigonoplus simplex được Alfred Frank Millidge miêu tả năm 1979.